# Hans Steil
Hans Steil (* 31. Januar 1895 in Ritterhude; † 16. März 1979 in Bremen) war ein deutscher Werkmeister, Amtsvorsteher und Politiker (SPD).

## Biografie
Steil war der Sohn eines Schmiedes und auch er erlernte diesen Beruf. 1913 trat er der SPD bei. Im Ersten Weltkrieg diente er als Soldat. Zwischen den Weltkriegen arbeitete er als Werkmeister beim Hafenbauamt Bremen und als Wagenmeister bei der Reichsbahn. Von 1923 bis 1933 war er Mitglied im Gemeinderat von St. Magnus. Von 1939 bis 1944 war er wieder Soldat, nunmehr im Zweiten Weltkrieg.
1945 nahm er seine Aktivitäten in der SPD wieder auf. Er wurde von 1946 bis 1963 zum Mitglied der Bremischen Bürgerschaft gewählt und war Vizepräsident der Bürgerschaft von 1955 bis 1959. Von 1948 bis 1960 war er Ortsamtsleiter für den Stadtteil Bremen - Burglesum. Von 1969 bis 1975 war er Vorsitzender des Heimatvereins Lesum.

## Ehrungen
2015 wurde im Ortsteil Lesum, im neuen Quartier Lesumpark die Hans-Steil-Straße nach ihm benannt.